# NGC 6442
NGC 6442 is een elliptisch sterrenstelsel in het sterrenbeeld Hercules. Het hemelobject werd op 2 juni 1864 ontdekt door de Duitse astronoom Albert Marth.

## Synoniemen
- UGC 10978
- MCG 3-45-21
- ZWG 112.38
- NPM1G +20.0529
- PGC 60844